# Synagoge Untermaubach
Die Synagoge Untermaubach stand in Untermaubach, einem Ortsteil von Kreuzau im Kreis Düren in Nordrhein-Westfalen.
Juden wurden in Untermaubach erstmals 1730 erwähnt. Die meisten Juden waren beim örtlichen Grafen von Spee beschäftigt.
Adam Roer, der seinen Familiennamen vom Fluss Roer (= Rur) abgeleitet hatte, kaufte 1820 ein kleines Feld und erhielt die Erlaubnis, darauf eine kleine Synagoge zu bauen. Hierhin kamen auch die Juden aus den Nachbardörfern, um Gottesdienste zu halten.
Die Synagoge von Untermaubach wurde 1814 vermutlich wegen Baufälligkeit geschlossen.